# CumEx Files

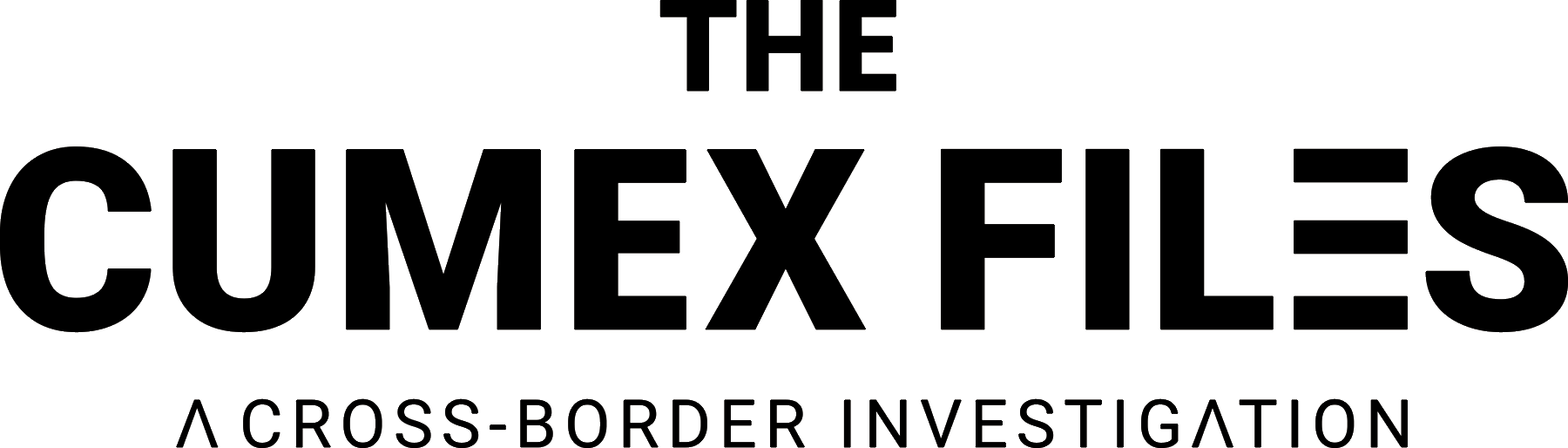
Розслідування CumEx Files було проведене 18 журналістськими редакціями з 12 європейських країн

CumEx Files — спільне розслідування 18 європейських медіа з 12 країн, опубліковане 18 жовтня 2018 року, щодо податкових махінацій, пов'язаних з маніпуляціями акціями, що завдали шкоди країнам Європейського союзу на суму 55 млрд. євро протягом попередніх 15 років.

## Розслідування

Держави, які понесли збитки від афери CumEx Files. Чим яскравіший колір, тим більшої шкоди зазнала держава.

CumEx (від лат. cum — з, ex — без; мається на увазі з дивідендами і без дивідендів) — фінансовий термін, який позначає поширену практику відшкодування державою іноземним фіктивним власникам акцій податків з дивідендів, які цей власник акцій не сплачував. Для цього за 2-3 дні до дня виплат дивідендів (D-Day) власник акцій за попередньою змовою проводить низку фіктивних угод з перепродажу своїх акцій іноземним контрагентам. Власник (зазвичай іноземець), продаючи акції, зберігає право на дивіденди у поточному періоді. Ці дивіденди оподатковуються відповідно до норм національного законодавства акціонерного товариства, проте оскільки власник акції є іноземним громадянином, то для нього можливе відшкодування цього податку державою.
Покупець акцій укладає угоду про продаж до набуття права власності на ці акції третій особі, фіктивному іноземному агентові. Оскільки продаж акцій відбувався за кілька днів до нарахування дивідендів, то і найперший продавець акцій, котрий отримав дивіденди, і фіктивний іноземний агент мають право на відшкодування податків, сплачених з дивідендів при тому, що сплатив їх продавець.
У разі продажу акцій у період виплати дивідендів, права на їх отримання лишаються у старого власника, з отриманих дивідендів він сплачує податки. Новий фіктивний власник, знаючи про завищену номінальну ціну акцій, звертається до продавця про відшкодування різниці. Старий власник сплачує «компенсаційні» дивіденди новому власникові, а той в свою чергу звертається до фіскальних органів держави з запитом про відшкодування податку на дивіденди, оскільки він є іноземним громадянином. Подібні фіктивні угоди з одними й тими ж акціями відбувалися швидко протягом короткого періоду часу, тому фіскальні органи не могли швидко встановити реальних власників цінних паперів. Кожного разу новий фіктивний власник акцій отримував відшкодування податку на дивіденди, хоча цей податок сплачувався лише раз реальним власником.
2012 року ці схеми викрили у німецькому місті Вісбаден. Проти адвоката Ганно Бергер та кількох його спільників, які торгували на біржі, було відкрито 6 кримінальних справ.
Така практика є поширеною під час фінансових криз. Наприклад, у Німеччині протягом 2007—2012 років подібні шахрайські схеми завдали збитків державі на суму 7,2 млрд євро. Також збитки для Франції оцінюють у 17 млрд євро, 4,5 млрд — для Італії, 1,5 млрд — для Данії, 201 млн — для Бельгії.

## Розслідувачі
38 журналістів-розслідувачів з 19 великих медіакомпаній у 12 європейських країн протягом 10 місяців проводили аналіз понад 180 тисяч сторінок фінансових документів. Учасниками розслідування були представники Addendum, News (Австрія), De Tijd (Бельгія), Reuters (Велика Британія/США), Danmarks Radio, Politiken (Данія), El Confidencial (Іспанія), La Repubblica (Італія), Follow the Money (Нідерланди), ARD, Correctiv, Die Zeit, Zeit online, NDR (Німеччина), YLE (Фінляндія) Le Monde (Франція), Republik (Швейцарія), TT (Швеція).

## Учасники махінацій
Французькі банки Crédit Agricole, BNP Paribas, Société Générale та іспанський банк Santander були задіяні у шахрайських схемах у Німеччині, знаючи про незаконність цих оборудок.